# Jeorjos Wichos
Jeorjos Wichos (gr. Γεώργιος Βήχος; ur. 11 stycznia 1915 w Atenach, zm. 19 kwietnia 1990) – grecki strzelec, olimpijczyk, medalista mistrzostw świata i działacz sportowy. Syn Andreasa Wichosa, również strzelca.

## Kariera
Dwukrotny uczestnik igrzysk olimpijskich (IO 1936, IO 1948). Najwyższe miejsce osiągnął w swoim drugim olimpijskim starcie – uplasował się na 36. pozycji w pistolecie szybkostrzelnym z 25 m. W 1947 roku został brązowym medalistą mistrzostw świata w pistolecie szybkostrzelnym z 25 m (skład zespołu: Ewangelos Chrisafis, Konstandinos Milonas, Angelos Papadimas, Jeorjos Wichos).
W latach 1976–1980 przewodniczący Międzynarodowej Unii Strzeleckiej (UIT). W 1986 roku otrzymał Srebrny Order Olimpijski.

## Wyniki

### Igrzyska olimpijskie
| Igrzyska    | Konkurencja                       | Wynik                        | Miejsce | Źródło |
| ----------- | --------------------------------- | ---------------------------- | ------- | ------ |
| Berlin 1936 | Karabin małokalibrowy leżąc, 50 m | 288 pkt.                     | 44      | [ 4 ]  |
| Londyn 1948 | Karabin małokalibrowy leżąc, 50 m | 586 pkt. (97–99–98–98–99–95) | 40      | [ 5 ]  |
| Londyn 1948 | Pistolet szybkostrzelny, 25 m     | 518 pkt. (269–249)           | 36      | [ 1 ]  |

### Medale mistrzostw świata
Opracowano na podstawie materiałów źródłowych:
| Mistrzostwa    | Konkurencja                              | Wynik             | Miejsce |
| -------------- | ---------------------------------------- | ----------------- | ------- |
| Sztokholm 1947 | Pistolet szybkostrzelny, 25 m, drużynowo | 2129 pkt. (druż.) |         |